# Unity (Wisconsin)
Unity és una població dels Estats Units a l'estat de Wisconsin. Segons el cens del 2000 tenia 368 habitants.

## Demografia
Segons el cens del 2000, Unity tenia 368 habitants, 150 habitatges, i 97 famílies. La densitat de població era de 143,5 habitants per km².
Dels 150 habitatges en un 35,3% hi vivien nens de menys de 18 anys, en un 52,7% hi vivien parelles casades, en un 8,7% dones solteres, i en un 34,7% no eren unitats familiars. En el 24% dels habitatges hi vivien persones soles el 10% de les quals corresponia a persones de 65 anys o més que vivien soles. El nombre mitjà de persones vivint en cada habitatge era de 2,45 i el nombre mitjà de persones que vivien en cada família era de 3,02.
Per edats la població es repartia de la següent manera: un 26,9% tenia menys de 18 anys, un 7,6% entre 18 i 24, un 28,8% entre 25 i 44, un 22,8% de 45 a 60 i un 13,9% 65 anys o més.
L'edat mediana era de 38 anys. Per cada 100 dones de 18 o més anys hi havia 99,3 homes.
La renda mediana per habitatge era de 31.458 $ i la renda mediana per família de 47.813 $. Els homes tenien una renda mediana de 29.000 $ mentre que les dones 21.250 $. La renda per capita de la població era de 17.819 $. Aproximadament el 6,3% de les famílies i el 12,7% de la població estaven per davall del llindar de pobresa.

## Poblacions més properes
El següent diagrama mostra les poblacions més properes.